# Anaglyptus kanssuensis
Anaglyptus kanssuensis är en skalbaggsart som beskrevs av Ludwig Ganglbauer 1890. Anaglyptus kanssuensis ingår i släktet Anaglyptus och familjen långhorningar. Inga underarter finns listade i Catalogue of Life.